# Gift-Wrapping-Algorithmus

Animation des Gift-Wrapping-Algorithmus. Die rote Linien zeigen die bereits gefundenen Strecken der konvexen Hülle, die schwarze zeigt die aktuell Beste, und die grüne Linie zeigt die Strecke, die gerade überprüft wird.

Der Gift-Wrapping-Algorithmus, auch Jarvis-March genannt, ist ein Algorithmus zur Berechnung der konvexen Hülle einer Punktemenge im zweidimensionalen Raum. Er wurde 1973 von R. A. Jarvis veröffentlicht. Der Algorithmus gehört zu den „ausgabesensitiven“ (englisch output-sensitive) Algorithmen.

## Beschreibung
Gegeben sei eine Menge {\displaystyle S=\{s_{1},\dotsc ,s_{n}\}} von Punkten in einer Ebene. Als Startpunkt {\displaystyle P_{0}} wird der Punkt mit der kleinsten Ordinate gewählt. Sind dies mehrere, so wird aus diesen der Punkt mit der kleinsten Abszisse gewählt. Der Startpunkt ist somit Teil der konvexen Hülle. Nun wird ein beliebiger Punkt aus der Menge {\displaystyle S} gewählt, mit welchem der Startpunkt eine Gerade bildet. Als Nächstes werden die restlichen Punkte aus der Menge {\displaystyle S} überprüft, ob ein Punkt links dieser Geraden liegt. Rechts und links ergeben sich in diesem Zusammenhang aus dem Winkel zwischen dem Richtungsvektor der Trennungsgeraden und dem Vektor definiert durch den Anfangspunkt der Geraden und den zu überprüfenden Punkt. Ist dieser Winkel kleiner als 180°, dann wird der Punkt als rechts von der Geraden betrachtet, bei Winkeln größer 180° als links von ihr. Wird ein Punkt links der Geraden gefunden, bildet {\displaystyle P_{0}} mit diesem eine neue Gerade. Anschließend wird der Rest der Menge {\displaystyle S} überprüft. Für jeden Punkt, der links von dieser Geraden liegt, wird dieser Vorgang wiederholt. Wurden alle Punkte überprüft, ist der zuletzt gefundene Punkt {\displaystyle P_{1}} der nächste Punkt auf der konvexen Hülle. Nun wird {\displaystyle P_{1}} als neuer Startpunkt gewählt und der gesamte Vorgang wiederholt, bis {\displaystyle P_{0}} wieder der Startpunkt ist.
Für jeden Punkt auf der konvexen Hülle muss die komplette Menge {\displaystyle S} durchlaufen werden. Dieser Teil wird in einer Schleife ausgeführt, wobei jeder Schleifendurchlauf eine Laufzeit von {\displaystyle {\mathcal {O}}(n)} besitzt. Sei {\displaystyle h} die Anzahl der Punkte auf der konvexen Hülle, ergibt sich eine Laufzeit von {\displaystyle {\mathcal {O}}(nh)}. Im Worst Case, wenn alle Punkte auf der konvexen Hülle liegen, ergibt sich somit eine Laufzeit von {\displaystyle {\mathcal {O}}(n^{2})}. Da der Algorithmus von der Anzahl der Punkte auf der konvexen Hülle abhängt, gehört er zu den sogenannten ausgabesensitiven Algorithmen.

## Pseudocode

Gift-Wrapping-Algorithmus nach dem 4. Durchlauf der Do-while-Schleife.

```
  jarvis(P)
    startpunkt = Punkt mit kleinster Ordinate
    convexhull = new()
    wiederhole
        convexhull.add(startpunkt)
        endpunkt = P[0]
        wenn startpunkt == endpunkt
          endpunkt = P[1]
        für i von 1 bis |P|
          ist (endpunkt == startpunkt) oder (P[i] links von der Geraden zwischen startpunkt und endpunkt)
            endpunkt = P[i]
        startpunkt = endpunkt
    bis endpunkt == convexhull[0]

```

## Programmierung
Das folgende Beispiel in der Programmiersprache C# zeigt die Implementierung des Gift-Wrapping-Algorithmus. Die Punkte und die konvexe Hülle werden auf dem Hauptfenster gezeichnet. Das Programm verwendet mehrere Klassen. Die Methoden für den eigentlichen Algorithmus werden in der Klasse GiftWrapping deklariert.
| Code-Schnipsel |
| using System; using System.Collections.Generic; using System.Drawing; using System.Windows.Forms; public class GiftWrapping { // Diese Methode bestimmt die Orientierung des drei Punkte. Wenn die Punkte im Uhrzeigersinn sind, wird ein Wert größer als 0 zurückgegeben. Wenn die Punkte im Gegenuhrzeigersinn sind, wird ein Wert kleiner als 0 zurückgegeben. Wenn die Punkte kollinear sind, wird der Wert 0 zurückgegeben. public int GetOrientation(Point point1, Point point2, Point point3) { return (point2.Y - point1.Y) * (point3.X - point2.X) - (point2.X - point1.X) * (point3.Y - point2.Y); } // Diese Methode gibt eine Liste der Punkte der konvexen Hülle zurück public List<Point> GetConvexHull(List<Point> points) { List<Point> convexHull = new List<Point>(); int numberOfpoints = points.Count; if (numberOfpoints < 3) // Wenn weniger als 3 Punkte vorhanden sind, wird eine leere Liste zurückgegeben { return convexHull; } float minimumX = points[0].X; int indexOfMinimum = 0; // Diese for-Schleife durchläuft die verbleibenden Punkte und ermittelt den Punkt ganz links und bei Gleichheit den untersten Punkt for (int i = 1; i < numberOfpoints; i++) { float x = points[i].X; if (x < minimumX \|\| minimumX == x && points[i].Y < points[indexOfMinimum].Y) { minimumX = points[i].X; indexOfMinimum = i; } int currentIndex = indexOfMinimum; int nextIndex; // Diese do-while-Schleife beginnt beim Punkt ganz links und läuft im Gegenuhrzeigersinn, bis sie wieder den Anfangspunkt erreicht. Die Anzahl der Durchläufe der Schleife ist die Anzahl der Punkte der konvexen Hülle. do { convexHull.Add(points[currentIndex]); // Fügt den aktuellen Punkt der Liste der Punkte der konvexen Hülle hinzu nextIndex = (currentIndex + 1) % numberOfpoints; // Erhöht den Index nextIndex um 1 und setzt ihn zurück auf 0, wenn der maximale Wert überschritten ist // Diese for-Schleife durchläuft alle Punkte und sucht einen Punkt mit Index nextIndex, sodass die Punkte mit den Indexen currentIndex, nextIndex, x für alle Indexe x im Gegenuhrzeigersinn sind for (int i = 0; i < numberOfpoints; i++) { if (GetOrientation(points[currentIndex], points[nextIndex], points[i]) < 0) // Wenn der Punkt mit Index i weiter im Gegenuhrzeigersinn liegt als der Punkt mit Index nextIndex, wird nextIndex aktualisiert { nextIndex = i; } // Der Punkt mit Index nextIndex ist der Punkt, der in Bezug auf den Punkt mit Index currentIndex am weitesten im Gegenuhrzeigersinn liegt. Nach der folgenden Zuweisung wird dieser Punkt der konvexen Hülle hinzugefügt. currentIndex = nextIndex; } while (currentIndex != indexOfMinimum); // While we don't come to first return convexHull; } // Klasse für das Hauptfenster public partial class MainForm : Form { private Graphics graphics; private List<Point> points = new List<Point>(); // Liste der Punkte private List<Point> convexHull = new List<Point>(); // Liste der Punkte der konvexen Hülle private double x1, y1, x2, y2; public MainForm() { x1 = 100; y1 = 100; x2 = 700; y2 = 700; // Setzt die Koordinaten der Eckpunkte der quadratischen Zeichenfläche Random random = new Random(); // Initialisiert den Zufallsgenerator int numberOfPoints = 100; for (int i = 0; i < numberOfPoints; i++) // Diese for-Schleife erzeugt 100 zufällige Punkte innerhalb der quadratischen Zeichenfläche { Point point = new Point(); point.X = (int)(random.NextDouble() * (x2 - x1) + x1); point.Y = (int)(random.NextDouble() * (y2 - y1) + y1); points.Add(point); // Fügt den Punkt der Liste hinzu } GiftWrapping giftWrapping = new GiftWrapping(); // Erzeugt ein Objekt der Klasse GiftWrapping convexHull = giftWrapping.GetConvexHull(points); // Aufruf der Methode, die die konvexe Hülle zurückgibt InitializeComponent(); Text = "Konvexe Hülle"; Width = 800; Height = 800; graphics = CreateGraphics(); // Erzeugt ein Grafikobjekt für das Zeichnen auf dem Hauptfenster. Paint += OnPaint; // Verknüpft die Ereignisbehandlungsmethode mit dem Paint Ereignis des Hauptfensters. } // Diese Methode wird aufgerufen, wenn das Hauptfenster gezeichnet wird. private void OnPaint(object sender, PaintEventArgs e) { for (int i = 0; i < points.Count; i++) { graphics.FillRectangle(new SolidBrush(Color.FromArgb(0, 0, 0)), points[i].X - 1, points[i].Y - 1, 2, 2); // Zeichnet die Punkte } int numberOfPoints = convexHull.Count; for (int i = 0; i < numberOfPoints; i++) { graphics.DrawLine(new Pen(Color.FromArgb(0, 0, 255)), convexHull[i], convexHull[(i + 1) % numberOfPoints]); // Zeichnet die Kanten der konvexen Hülle } |